# Schneeige Berberitze
Die Schneeige Berberitze (Berberis candidula), auch Immergrüne Kissen-Berberitze genannt, ist eine Pflanzenart aus der Gattung der Berberitzen (Berberis) innerhalb der Familie der Berberitzengewächse (Berberidaceae). Sie stammt aus West-China.

## Beschreibung
Die Schneeige Berberitze ist ein kleiner, dichtwüchsiger, immergrüner Strauch. Die Rinde der einjährigen Zweige sind nur locker mit schwärzlichen Warzen besetzt. Die kleinen Laubblätter sind glänzend dunkelgrün und unterseits silbrigweiß, ihre Ränder sind etwas umgebogen. Die Blattdornen sind dreiteilig und bis zu 2 cm lang. Die einzeln stehenden Blüten sind hellgelb. Die elliptischen Beerenfrüchte sind blauschwarz und bereift.

## Verwendung
Wie viele andere Berberitzen findet diese Art als Zierstrauch Verwendung. Sie wurde 1895 durch Père Farges nach Europa eingeführt.
Mit der Warzigen Berberitze (Berberis verruculosa) bildet die Schneeige Berberitze die Hybride Berberis ×frikartii C.K.Schneid. ex Laar.
Mit der Gewöhnlichen Mahonie (Berberis aquifolium Pursh, Syn.: Mahonia aquifolium (Pursh) Nutt.) bildet die Schneeige Berberitze (Berberis candidula) die Gattungshybride ×Mahoberberis aquicandidula H.Jensen.